# Mark Twain (krater)
Mark Twain är en nedslagskrater på planeten Merkurius. Mark Twain är ungefär 142 kilometer i diameter.
1976 namngavs den efter författaren Mark Twain.